# Hôtel de Fontpertuis
El hôtel de Fontpertuis u hôtel Darnay es una antigua mansión privada, ubicada en el n ., place Vendôme, noroeste y contiguo al Hôtel d'Évreux y al Hôtel de Boullongne, en el 1 distrito de París.
Fue construido entre 1718 y 1720, para el financiero John Law de Lauriston, por el arquitecto Pierre Bullet .
Está catalogado como monumento histórico, por sus fachadas y cubiertas, por orden del 24 de septiembre de 1930, luego se registró su sala de estar y una alcoba del primer piso por orden del 8 de agosto de 1957.
Propiedad del Crédit Foncier de France desde 1831, el hotel alberga en particular la casa Schiaparelli desde 1935 hasta 1954, luego desde 2012 hasta la actualidad.

## Historia
La parcela se adquiere, como la de n. 23, del arquitecto Pierre Bullet . Este último construyó el actual Hôtel de Boullongne para su uso. Su hijo, el arquitecto Jean-Baptiste Bullet de Chamblain, revendió la parcela en el n ., en 1718, al financiero John Law de Lauriston, quien hizo construir el hotel por el arquitecto Jacques V Gabriel de 1718 a 1720. En 1729, tras la muerte de este último, pasó a manos de su hermano, William Law de Lauriston, quien a su vez lo pasó a sus cuatro hijos. Después de la muerte de su padre en 1752, lo vendieron en 1773 al granjero general Jean-Baptiste Darnay .
En 1789, el botánico Charles Louis L'Héritier de Brutelle lo adquirió y lo conservó hasta su muerte en 1800. En 1801, sus herederos vendieron el hotel al político Étienne Crignon de Bonvalet, que lo conservó hasta su muerte en 1832, que fue vendido al comerciante Michel Frédéric Le Vaillant. Este último es uno de los primeros introductores de la quinina en Francia.
En 1865, su única hija, Barbe Joséphine, se casó en segundas nupcias con el conde romano Benoit Edmond Marie Pyrent de La Prade. En 1894, este último murió en el hotel y, habiendo quedado una propiedad limpia, vendió el hotel al Crédit Foncier de France.
De 1900 a 1902 se instaló allí la casa de moda Raudnitz, una casa creada por Louise Chéruit y Marie Huet. Desde 1903 hasta diciembre de 1931, también se instaló allí la casa de moda Chéruit, esta última fundada por la pareja Louise y Prosper Chéruit, luego asumida por Mesdames Wormser y Boulanger.
De 1935 a 1954, fue alquilado en su totalidad por la costurera Elsa Schiaparelli, quien instaló allí su casa de alta costura y la hizo redecorar por completo por los artistas Jean-Michel Frank y Albert Giacometti, en este momento se extendió en 5 plantas, para un total de 98 habitaciones.
A partir de 2012, la casa Schiaparelli regresa a estos lugares, donde comparte hotel con la casa joyera Alexandre Reza y la casa relojera Dubail .
Aunque se ofreció a la venta al Emir de Catar en 2003, junto con el Hôtel d'Évreux y los edificios contiguos, hoy sigue siendo hoy propiedad del Crédit foncier de France.